# Excoecaria yunnanensis
Excoecaria yunnanensis är en törelväxtart som beskrevs av Y.H.Li och J.C.Xu. Excoecaria yunnanensis ingår i släktet Excoecaria och familjen törelväxter. Inga underarter finns listade i Catalogue of Life.